# Бенгит, Рауф
Рауф Бенгит (араб. ‎; род. 5 апреля 1996, Лагуат) — алжирский футболист, защитник клуба «Раджа». Выступал за сборную Алжира.

## Клубная карьера
Рауф Бенгит — воспитанник алжирского клуба «Параду». Летом 2016 года он на правах аренды перешёл в клуб алжирской Лиги 1 «УСМ Алжир». 19 августа 2016 года он дебютировал в главной алжирской лиге, выйдя в основном составе в домашнем поединке против команды «МО Беджая».

## Карьера в сборной
Рауф Бенгит входил в состав молодёжной сборной Алжира, занявшей второе место на Чемпионате Африки среди молодёжных команд 2015 года в Сенегале, проведя все пять матчей своей команды на турнире.
Рауф Бенгит был включён в состав олимпийской сборной Алжира, игравшей на футбольном турнире Олимпийских игр 2016 года в Рио-де-Жанейро. На этом соревновании он провёл все три матча своей команды: против олимпийских сборных Гондураса, Аргентины и Португалии.